# Viksjön (Tuna socken, Uppland)
Viksjön är en sjö i Uppsala kommun i Uppland och ingår i Olandsåns huvudavrinningsområde. Sjön har en area på 0,373 kvadratkilometer och ligger 8,8 meter över havet. Sjön avvattnas av vattendraget Oraån.

## Delavrinningsområde
Viksjön ingår i det delavrinningsområde (665510-162995) som SMHI kallar för Utloppet av Viksjön. Medelhöjden är 22 meter över havet och ytan är 65,78 kvadratkilometer. Det finns inga avrinningsområden uppströms utan avrinningsområdet är högsta punkten. Oraån som avvattnar avrinningsområdet har biflödesordning 2, vilket innebär att vattnet flödar genom totalt 2 vattendrag innan det når havet efter 49 kilometer. Avrinningsområdet består mestadels av skog (60 procent) och jordbruk (28 procent). Avrinningsområdet har 0,69 kvadratkilometer vattenytor vilket ger det en sjöprocent på 1,1 procent.